# 7572 Znokai
7572 Znokai (1989 SF) là một tiểu hành tinh vành đai chính được phát hiện ngày 23 tháng 9 năm 1989 bởi K. Endate và K. Watanabe ở Kitami.